# JAWS (software)
JAWS (acrónimo de Job Access With Speech) es un software lector de pantalla para ciegos o personas con visión reducida. Es un producto del Blind and Low Vision Group de la compañía Freedom Scientific de San Petersburgo, Florida, Estados Unidos.
Su finalidad es hacer que ordenadores personales que funcionan con Microsoft Windows sean más accesibles para personas con alguna discapacidad  relacionada con la visión. Para conseguir este propósito, el programa convierte el contenido de la pantalla en sonido o en una pantalla Braille actualizable, de manera que el usuario puede acceder o navegar por él sin necesidad de verlo.
Una encuesta de usuarios de lectores de pantalla de agosto a septiembre de 2019 realizada por WebAIM, una compañía de accesibilidad web, descubrió que JAWS es el segundo lector de pantalla más popular en todo el mundo, desplazado por primera vez por NonVisual Desktop Access; El 40.1% de los participantes de la encuesta lo usó como lector de pantalla principal, mientras que el 61.7% de los participantes lo usó con frecuencia.
JAWS admite todas las versiones de Windows lanzadas desde Windows Vista. Hay dos versiones del programa: la edición Home para uso no comercial y la edición Professional para entornos comerciales. Antes de JAWS 16, la edición Home se llamaba Standard y solo funcionaba en los sistemas operativos Windows. Una versión de DOS, a veces también conocida como JDOS, es gratuita.
JAWS Scripting Language le permite al usuario usar programas sin controles estándar de Windows y programas que no fueron diseñados para accesibilidad.

## Algunas características
- Funciona con varios tipos de archivos, incluyendo animaciones de Adobe Flash Player.
- Tiene capacidad para leer barras de progreso y caracteres especiales del juego de caracteres ASCII.
- Se puede configurar por medio de la interfaz de programación de aplicaciones corporativa, el Lenguaje Interpretado JAWS (JAWS Scripting Language, JSL), que facilita su interoperabilidad con otras aplicaciones (incluso de otras marcas o libre), permitiendo la protección del código fuente. Incluye las capacidades de escribir scripts tradicionales o ajustarse a los modelos DOM y MSAA.
- JAWS permite controlar todas las funciones principales del sistema operativo Microsoft Windows con métodos abreviados de teclado y comentarios hablados. Estos atajos se mantienen tan consistentes como sea posible en la mayoría de los programas, pero la gran cantidad de funciones necesarias para usar de manera fluida un software moderno requiere que el usuario final memorice muchas teclas específicas.
- Prácticamente todos los aspectos de JAWS pueden ser personalizados por el usuario, incluidas todas las pulsaciones de teclas y factores como la velocidad de lectura, la granularidad utilizada al leer la puntuación y las sugerencias. JAWS también incluye un lenguaje de secuencias de comandos para automatizar tareas y realizar modificaciones más complejas en el comportamiento del programa.[4]
- El software incluye un modo distinto diseñado específicamente para navegadores web, activado cuando Internet Explorer u otro navegador está en primer plano. El soporte para Internet Explorer es estándar; otros navegadores a menudo tienen problemas de compatibilidad que varían de menores a severos. En particular, el soporte de Microsoft Edge va a la zaga de los navegadores de terceros más comunes. Al navegar por páginas web, JAWS declara primero el título y la cantidad de enlaces. El discurso se puede detener con la tecla de control, las líneas se navegan con las teclas de flecha arriba / abajo, y la tecla de tabulación se mueve entre enlaces y controles. Se pueden presionar teclas de letras específicas en el teclado para navegar al elemento siguiente o anterior de un tipo específico, como cuadros de texto o casillas de verificación.[5] JAWS puede acceder a los encabezados en documentos de Word y PDF de manera similar.
- El conjunto de características JAWS y su capacidad de configuración se han descrito como "complejas", con capacitación recomendada para usuarios como diseñadores web que realizan pruebas de accesibilidad, para evitar sacar conclusiones erróneas de tales pruebas.

## Historia de JAWS
JAWS nació en 1989, a iniciativa de Ted Henter, un motociclista que perdió la visión en 1978 en un accidente de automóvil. En 1985, Henter, gracias a una inversión de 180.000 dólares de Bill Joyce, fundó la compañía Henter-Joyce Corporation en San Petersburgo, Florida. En 1990, Joyce vendió su participación en la empresa a Ted Henter y en abril de 2000 las compañías Henter-Joyce, Blazie Engineering y Arkenstone, Inc. se fusionaron para formar Freedom Scientific.
JAWS se creó originalmente para el sistema operativo MS-DOS. Fue uno de los varios lectores de pantalla que dio a los usuarios ciegos acceso a aplicaciones MS-DOS en modo texto. Una característica exclusiva de JAWS en ese momento era el uso de menús en cascada, al estilo de la popular aplicación Lotus 1-2-3. Lo que diferenciaba a JAWS de otros lectores de pantalla de la época era el uso de macros que permitían a los usuarios personalizar la interfaz de usuario y funcionar mejor con varias aplicaciones.
Ted Henter y Rex Skipper escribieron el código original de JAWS a mediados de los años 80 y la versión 2.0 a mediados de los 90. Skipper abandonó la compañía tras la aparición de esta segunda versión y, tras su marcha, Charles Oppermann fue contratado para mantener y mejorar el producto. Oppermann y Henter añadieron regularmente mejoras y pequeños cambios al programa y publicaron frecuentes actualizaciones. En la actualidad, el programa JAWS para MS-DOS puede descargarse gratuitamente en la página web de la empresa.
En 1993, Henter-Joyce lanzó una versión altamente modificada de JAWS para personas con discapacidades de aprendizaje. Este producto, llamado WordScholar, ya no está disponible.

## JAWS para Windows
En 1992, a medida que Microsoft Windows iba ganando popularidad, Oppermann comenzó a trabajar en una nueva versión de JAWS. Uno de sus objetivos principales era que el programa no interfiriera con la interfaz natural de usuario de Windows, y que mantuviese la posibilidad de creación de macros. Versiones de prueba y betas del programa "JAWS para Windows" (JFW) fueron presentadas en seminarios y congresos a lo largo de 1993 y 1994. Durante este tiempo, el desarrollador Glen Gordon comenzó a trabajar en el código, asumiendo por completo su desarrollo cuando Oppermann fue contratado por Microsoft en noviembre de 1994. Poco tiempo después, en noviembre de 1994, salió a la venta JAWS for Windows 1.0.
Desde su aparición, se publica aproximadamente una nueva versión de JFW cada año, con actualizaciones menores entre una y otra. Al año 2017 la última versión disponible es la 18.0 que salió en mayo  de 2017. 
Algunas características son el JAWS Tandem el cual se ofrece desde la versión 10.0 y le permite a dos usuarios de jaws establecer una sesión de escritorio remoto, con el fin de brindar soporte técnico o resolver problemas de otro equipo. 
el buscador interno Research It el cual permite buscar una palabra o expresión en internet desde un Cuadro De diálogo

## Historial de versiones (para Windows)
| Versión  | Fecha de lanzamiento     | Cambios más relevantes |
| -------- | ------------------------ | --- |
| JFW 1.0  | Enero de 1995            | Primera versión para Windows, soportaba Windows 3.1 y Windows 3.11 para trabajo en grupo. |
| JFW 2.0  | Hacia 1996               | Añade soporte para Windows 95. |
| JFW 4.0  | 14 de septiembre de 2001 | - Varios cambios en la interfaz de usuario. - Añade tutoriales de ayuda opcionales. |
| JFW 4.5  | 30 de agosto de 2002     | - Añade teclas de navegación rápidas para Internet Explorer, para navegaciones entre elementos HTML en una página. |
| JFW 5.0  | 9 de octubre de 2003     | - Varias mejoras en el soporte a Internet. - Administrador de voz y sonidos, para indicar fuentes, controles y elementos de páginas web. |
| JFW 6.0  | 3 de marzo de 2005       | - Introducción de activación de producto. - Introducción de configuración distinta para diferentes usuarios |
| JFW 7.0  | 14 de octubre de 2005    | - Lanzamiento de la versión memoria USB. - Soporta Mozilla Firefox entre otras aplicaciones. - Deja de funcionar con Windows 95. |
| JFW 7.1  | 21 de junio de 2006      | - Actualizaciones automáticas. - Cambia a motor de Document Object Model para conseguir un renderizado HTML |
| JFW 8.0  | 17 de noviembre de 2006  | - Viene con sintetizadores del habla RealSpeak Solo SAPI 5. - Deja de funcionar con Windows 98 y Windows ME. - Soporta Windows Vista |
| JFW 9.0  | 19 de noviembre de 2007  | - Soporta composición HTML. - Nuevo cuadro de diálogo para ajustar las opciones de JAWS. |
| JFW 10.0 | 3 de noviembre de 2008   | - Introducción de JAWS Tandem, que permite a una persona que está usando JAWS acceder a otro ordenador que esté usando JAWS, como si fuera Remote Desktop Connection (control de escritorio alejado). - Soporta la versión 8 de iTunes y la iTunes Store. |